# Casa Museo Gran Almirante Grau
La Casa Museo Gran Almirante Grau es un museo histórico ubicado en el centro histórico de la ciudad de Piura, en la provincia y departamento homónimos al norte de Perú. Se sitúa en la vivienda donde nació Miguel Grau Seminario el 27 de julio de 1834, reconocido por su participación en la Guerra del Pacífico. El inmueble, situado en el Jr. Tacna N.º 662, fue declarado Monumento Histórico de la Nación el 26 de diciembre de 1944 mediante la Ley N.º 10146.  

## Historia
La casona perteneció originalmente a Fernando Torcuato Seminario y Jayme, abuelo materno de Miguel Grau. Tras su fallecimiento en 1821, la propiedad fue heredada por su esposa, Joaquina del Castillo, y posteriormente por sus hijas Mariana y Luisa Seminario del Castillo.
En 1912, un terremoto ocasionó daños estructurales significativos al edificio, incluyendo la pérdida de su segundo piso. Tras su restauración que estuvo a cargo de la Marina de Guerra del Perú, el museo abrió sus puertas al público el 27 de julio de 1964.
Debido a su importancia histórica como lugar de nacimiento del máximo héroe naval del Perú, la casona fue declarada Monumento Histórico de la Nación el 26 de diciembre de 1944, mediante ley N.º 10146.

## Colección y salas
El museo cuenta con siete salas de exposición permanente, dos salas temporales y dos patios interiores. La colección incluye mobiliario de época, objetos personales de Miguel Grau, cuatro retratos del siglo XIX perecientes a la familia Seminaio y documentos históricos. Destacan una vajilla de porcelana francesa que perteneció a Aurelio García y García y otra de fabricación inglesa de la familia Seminario.
También se exhibe una maqueta del monitor Huáscar y una réplica de la curul que ocupó Grau como diputado por Paita. Asimismo, se expone en un lugar destacado de la casa el sable original de Miguel Gerónimo Seminario y Jayme con el que se declaró la independencia de Piura, en la iglesia San Francisco, un 4 de enero de 1821.